# Кубок Сербії з футболу 2014—2015
Кубок Сербії з футболу 2014–2015 — 9-й розіграш кубкового футбольного турніру в Сербії. Титул вперше здобули Чукарички.

## Календар
| Раунд            | Дата                         | Матчі | Клуби   |
| ---------------- | ---------------------------- | ----- | ------- |
| Попередній раунд | 3 вересня 2014               | 5     | 36 → 32 |
| 1/16 фіналу      | 24 вересня 2014              | 16    | 32 → 16 |
| 1/8 фіналу       | 29 жовтня, 19 листопада 2014 | 8     | 16 → 8  |
| 1/4 фіналу       | 3 грудня 2014                | 4     | 8 → 4   |
| Півфінали        | 18 березня - 8 квітня 2015   | 4     | 4 → 2   |
| Фінал            | 20 травня 2015               | 1     | 2 → 1   |

## Попередній раунд
| Команда 1             | Рахунок         | Команда 2           |
| --------------------- | --------------- | ------------------- |
| 3 вересня 2014        |                 |                     |
| Дорчол (3)            | 1:0             | Долина (Падіна) (3) |
| Смедерево (3)         | 1:1 дч пен. 5:4 | Телеоптик (3)       |
| Моравац (Мрштане) (3) | 1:0             | Тимок (3)           |
| ЧСК Пивара (3)        | 0:2             | Інджія (2)          |

## 1/16 фіналу
| Команда 1               | Рахунок         | Команда 2                      |
| ----------------------- | --------------- | ------------------------------ |
| 24 вересня 2014         |                 |                                |
| Пролетер (Нови-Сад) (2) | 0:0 дч пен. 4:3 | Доні Срем                      |
| Дорчол (3)              | 0:1             | Раднички 1923 (Крагуєваць) (2) |
| Трепча (4)              | 0:1             | Воєводина                      |
| Смедерево (3)           | 0:2             | ОФК Белград                    |
| Єдинство Путеви (2)     | 0:3             | Рад (2)                        |
| Інджія (2)              | 2:1             | Явор                           |
| Спартак                 | 1:0             | Радник (Сурдулиця) (2)         |
| Ягодина                 | 4:0             | Борча (2)                      |
| Моравац (Мрштане) (3)   | 0:1             | Раднички (Ниш)                 |
| Слога (2)               | 1:0             | Нові Пазар                     |
| Вождовац                | 3:2             | Слога (Кралєво) (2)            |
| Бежанія (2)             | 0:1             | Партизан                       |
| Слобода (Ужице) (2)     | 1:1 дч пен. 4:3 | Синджелич (2)                  |
| Напредак                | 0:0 дч пен. 2:4 | Металац (Горні Мілановац) (2)  |
| Чукарички               | 3:2             | Младост (Лучані)               |
| Црвена Звезда           | 1:0             | Борац                          |

## 1/8 фіналу
| Команда 1                      | Рахунок         | Команда 2               |
| ------------------------------ | --------------- | ----------------------- |
| 29 жовтня 2014                 |                 |                         |
| Спартак                        | 2:0             | Пролетер (Нови-Сад) (2) |
| Рад (2)                        | 1:0             | Црвена Звезда           |
| Раднички 1923 (Крагуєваць) (2) | 0:3             | Ягодина                 |
| Раднички (Ниш)                 | 0:0 дч пен. 4:1 | Інджія (2)              |
| Воєводина                      | 1:0             | Слобода (Ужице) (2)     |
| Металац (Горні Мілановац) (2)  | 0:0 дч пен. 4:5 | Вождовац                |
| 19 листопада 2014              |                 |                         |
| ОФК Белград                    | 1:2             | Чукарички               |
| Партизан                       | 3:0             | Слога (2)               |

## 1/4 фіналу
| Команда 1      | Рахунок | Команда 2 |
| -------------- | ------- | --------- |
| 3 грудня 2014  |         |           |
| Вождовац       | 2:1     | Спартак   |
| Рад (2)        | 0:1     | Партизан  |
| Чукарички      | 2:1     | Воєводина |
| Раднички (Ниш) | 0:1     | Ягодина   |

## Півфінали
| Команда 1                | Заг. | Команда 2 | 1-й матч | 2-й матч |
| ------------------------ | ---- | --------- | -------- | -------- |
| 18 березня/8 квітня 2015 |      |           |          |          |
| Чукарички                | 6:1  | Вождовац  | 2:0      | 4:1      |
| Партизан                 | 5:0  | Ягодина   | 3:0      | 2:0      |

## Фінал
| 20 травня 2015 20:30 (CET) |

| Чукарички   | 1:0      | Партизан |
| ----------- | -------- | -------- |
| С.Срнич 38' | Протокол |          |

| Црвена Звезда, Белград Глядачів: 10 000 Арбітр: Владо Глодович |